# Iñaki de Juana Chaos
José Ignacio de Juana Chaos (baskisch Iñaki de Juana Chaos) (* 21. September 1955 in Legazpia, Gipuzkoa, Spanien) ist ein ehemaliges spanisches ETA-Mitglied.

## Tätigkeit bei der ETA
1986 war de Juana Anführer des „Madrid Commando“, einer Gruppe, die Ziele in der Gegend von Madrid angriff. Zu der Gruppe gehörten neben de Juana auch Juan Manuel Soares Gamboa, Idoia López Riaño und Belén González Peñalva („Carmen“).
Nach Aussagen des ehemaligen ETA-Mitglieds Soares Gamboa war es de Juana, der die Opfer auswählte und bestimmte, welches Mitglied des Kommandos schießen musste. Die Chronologie seiner Taten:
- Am 12. Juni 1985 schoss seine Gruppe auf Oberst Vicente Romero und dessen Fahrer Juan García Jiménez. Beide starben. Nach diesem Mord versteckten die Terroristen eine Bombenfalle in ihrem Fluchtfahrzeug. Die folgende Explosion tötete den Polizisten Esteban del Amo.
- Am 29. Juli 1985 schoss de Juana auf den Vizeadmiral Fausto Escrigas Estrada.
- Am 9. September 1985 explodierte eine Autobombe auf der Plaza de la República Argentina neben einem Wagen der Guardia Civil. Keiner der Polizisten wurde getötet, aber die Druckwelle verletzte den Amerikaner Eugene Kent Brown, der vorbei joggte, so schwer, dass er zwei Tage später daran starb.
- Am 25. April 1986 zündete de Juana eine weitere Autobombe in Madrid. Die Explosion tötete fünf Polizisten (Juan Carlos González, Vicente Javier Domínguez, Juan José Catón Vázquez, Juan Mateos Pulido und Alberto Alonso Gómez), die ausländische Botschaften im Bezirk Salamanca bewacht hatten.
- Am 17. Juni 1986 wurde das Auto des Majors Ricardo Sáenz de Ynestrillas Martínez mit Maschinengewehren beschossen. Dabei starben der Major, Lieutenant Colonel Carlos Vesteiro Pérez und der Soldat Francisco Casillas Martín. Soares Gamboa erklärte, dass de Juana zu jenem Zeitpunkt nichts von Sáenz de Ynestrillas’ Verbindung zum Staatsstreich wusste; dieser sei einfach ein leichtes Ziel gewesen.
- Iñaki de Juana gestand die Teilnahme am Angriff gegen einen Konvoi der Guardia Civil. Seine Autobombe auf der Plaza de la República Dominicana tötete am 14. Juli 1986 12 Polizisten in der Ausbildung (Jesús María Freixes, Santiago Iglesias Rodino, Carmelo B. Álamo, Miguel A. Cornejo Ros, José Calvo Gutiérrez, Andrés José Fernández Pertierra, Antonio Lancharro Reyes, José Joaquín García Ruiz, Jesús Gimeno Gimeno, Juan Ignacio Calvo Guerrero, Javier Esteban und Ángel de la Higuera López) und verletzte 45 weitere Menschen.[1]

## Verurteilung und Freilassung
Am 16. Januar 1987 wurde er in Madrid verhaftet und wegen 25 Morden zu einer Haftstrafe von über 3.000 Jahren verurteilt. Eigentlich hätte er nach gut 18 Jahren freikommen sollen, aber angesichts seiner nach wie vor erklärten Mitgliedschaft in der ETA und verschiedener, vom Gefängnis aus ausgesprochenen Drohungen wurde er am 6. November 2006 zu weiteren 12 Jahren Haft verurteilt. Das Strafmaß wurde inzwischen vom Obersten Spanischen Gericht Audiencia Nacional de España auf 3 Jahre reduziert.
Seit dem 7. August 2006 befand sich de Juana im Hungerstreik, um seine sofortige Haftentlassung zu erzwingen, wird aber in einem Madrider Krankenhaus zwangsernährt. 2006 und 2007 war er zwei Mal in den Hungerstreik getreten, um gegen eine erneute Verurteilung wegen der Veröffentlichung polemischer Artikeln in einer baskischen Zeitung zu protestieren. Am 2. August 2008 wurde er nach 21 Jahren aus der Haft entlassen. Iñaki de Juana wurde von zwei Anwälten und seiner Frau aus dem Gefängnis Aranjuez abgeholt.
Am 24. September 2008, stellte die spanische Justiz einen internationalen Haftbefehl gegen de Juana aus und fragte bei Interpol um Hilfe an. Der Grund sei, dass de Juana nach seiner Gefängnisentlassung den Terrorismus verherrlicht hätte und daraufhin nicht zu einer Anhörung in San Sebastian erschienen sei. Am 17. November 2008 wurde de Juana in Belfast festgenommen.